# Liga Dominicana de Fútbol 2024
La Liga Dominicana de Fútbol 2024, conosciuta come LDF Banco Popular 2024 per motivi di sponsorizzazione, è stata la decima edizione della massima serie del campionato Dominicano di calcio. Il campionato è iniziato l'8 marzo 2024 e si è concluso il 29 settembre 2024.
Il Cibao era la squadra campione in carica e si è riconfermato, vincendo il suo quinto titolo nazionale.

## Stagione

### Novità
Rispetto alla stagione 2023, il campionato vede un passaggio da 9 a 8 squadre, dal momento che il Don Bosco Jarabacoa ha deciso di non iscriversi al campionato per poter rinnovare le strutture societarie.
allargamento da 8 a 9 squadre con l'aggiunta dell'Atlantico, vincitore della Segunda Division della stagione passata.

### Formula
La stagione regolare consiste in un girone all'italiana con partite di andata, ritorno e nuovamente andata, per un totale di 21 giornate. Le prime 6 classificate si qualificano per la Liguilla, un gironcino all'italiana con partite di andata e ritorno, per un totale di 10 giornate aggiuntive. Le prime 4 classificate nella Liguilla si qualificano per la fase finale, ad eliminazione diretta (la prima contro la quarta e la seconda contro la terza) con partite di andata e ritorno per decretare i campioni nazionali.
I campioni nazionali e la squadra prima classificata nella stagione regolare (o la seconda, se la prima corrisponde ai campioni nazionali) si qualificano per le competizioni CONCACAF.

## Squadre partecipanti
| Club              | Città         | Stagione Precedente                  |
| ----------------- | ------------- | ------------------------------------ |
| Atlantico         | Puerto Plata  | Semifinalista                        |
| Atlético Pantoja  | Santo Domingo | Semifinalista                        |
| Cibao             | Santiago      | Campione della Repubblica Dominicana |
| Delfines del Este | La Romana     | 7° nella stagione regolare           |
| Moca              | Moca          | Finalista                            |
| San Cristóbal     | San Cristóbal | 9° nella stagione regolare           |
| Universidad O&M   | Santo Domingo | 6° nella liguilla                    |
| Atl. Vega Real    | La Vega       | 5° nella liguilla                    |

## Stagione regolare
|  | Pos. | Squadra           | Pt | G  | V  | N | P  | GF | GS | DR  |
|  | ---- | ----------------- | -- | -- | -- | - | -- | -- | -- | --- |
|  | 1.   | Cibao             | 45 | 21 | 13 | 6 | 2  | 43 | 16 | +27 |
|  | 2.   | Universidad O&M   | 38 | 21 | 10 | 8 | 3  | 31 | 15 | +16 |
|  | 3.   | Moca              | 35 | 21 | 9  | 8 | 4  | 38 | 21 | +17 |
|  | 4.   | Delfines del Este | 30 | 21 | 7  | 9 | 5  | 35 | 32 | +3  |
|  | 5.   | Atlético Pantoja  | 27 | 21 | 7  | 6 | 8  | 45 | 30 | +15 |
|  | 6.   | Atlantico         | 26 | 21 | 7  | 5 | 9  | 23 | 26 | -3  |
|  | 7.   | Atl. Vega Real    | 25 | 21 | 6  | 7 | 8  | 21 | 25 | -4  |
|  | 8.   | San Cristóbal     | 1  | 21 | 0  | 1 | 20 | 6  | 77 | -71 |

      Qualificate alla Liguilla
In caso di arrivo a pari punti:
1. Maggior numero di vittorie;
2. Differenza reti;
3. Gol fatti;

## Liguilla
|  | Pos. | Squadra           | Pt | G  | V | N | P | GF | GS | DR  |
|  | ---- | ----------------- | -- | -- | - | - | - | -- | -- | --- |
|  | 1.   | Cibao             | 19 | 10 | 5 | 4 | 1 | 17 | 8  | +9  |
|  | 2.   | Atlético Pantoja  | 17 | 10 | 4 | 5 | 1 | 21 | 10 | +11 |
|  | 3.   | Universidad O&M   | 14 | 10 | 3 | 5 | 2 | 9  | 8  | +1  |
|  | 4.   | Moca              | 13 | 10 | 4 | 1 | 5 | 10 | 13 | -3  |
|  | 5.   | Delfines del Este | 9  | 10 | 2 | 3 | 5 | 12 | 15 | -3  |
|  | 6.   | Atlantico         | 7  | 10 | 1 | 4 | 5 | 11 | 26 | -15 |

      Qualificate alla Fase Finale
In caso di arrivo a pari punti:
1. Maggior numero di vittorie;
2. Differenza reti;
3. Gol fatti;

## Fase Finale
|  | Semifinali | Semifinali            | Semifinali | Semifinali | Semifinali |  |  | Finale          | Finale          | Finale | Finale | Finale |  |
|  |            |                       |            |            |            |  |  |                 |                 |        |        |        |  |
|  | 2          | Atlético Pantoja      | 2          | 2          | 4          |  |  |                 |                 |        |        |        |  |
|  | 3          | Universidad O&M (gfc) | 1          | 3          | 4          |  |  | Universidad O&M | Universidad O&M | 2      | 1      | 3      |  |
|  | 1          | Cibao                 | 0          | 3          | 3          |  |  | Cibao           | Cibao           | 1      | 3      | 4      |  |
|  | 4          | Moca                  | 0          | 0          | 0          |  |  |                 |                 |        |        |        |  |